# Кинти в небето
„Кинти в небето“ (на английски: Tower Heist) е американска екшън комедия от 2011 г. на режисьора Брет Ратнър, по сценарий на Тед Грифин, Джеф Нейтънсън, Соломон Дж. ЛеФлоре, и по сюжета на Бил Колидж, Адам Купър и Тед Грифин. Във филма участват Бен Стилър, Еди Мърфи, Кейси Афлек, Алън Алда, Матю Бродерик, Джъд Хърш, Теа Леони, Майкъл Пеня, Габури Сидибе. Филмът е пуснат на 4 ноември 2011 г. в Съединените щати от „Юнивърсъл Пикчърс“, като печели 152,9 млн. щ.д. в световен мащаб при бюджет от 75 – 85 млн. щ.д.
Това е една от последните роли на Хеви Ди (Heavy D) преди смъртта му на 8 ноември. Това е също последната филмова поява на Робърт Дауни старши, който се пенсионира през 2011 г., преди да почине на 7 юли 2021 г.

## Актьорски състав
| Актьор                    | Роля                           |
| ------------------------- | ------------------------------ |
| Бен Стилър                | Джош Ковакс                    |
| Еди Мърфи                 | Чарли Гибс                     |
| Алън Алда                 | Артър Шоу                      |
| Матю Бродерик             | господин Фицхю                 |
| Джъд Хърш                 | Ем Саймън                      |
| Теа Леони                 | Клеър Денъм                    |
| Майкъл Пеня               | Енрике Деверо                  |
| Габури Сидибе             | Одеса Монтеро                  |
| Стивън Маккинли Хендерсън | Лестър                         |
| Нина Арианда              | мис Йовенко                    |
| Марша Джийн Кърц          | Роуз Д'Амато                   |
| Хуан Карлос Ернандез      | Мануел                         |
| Хари О'Райли              | специален агент Данск          |
| Джеймс Колби              | специален агент Хъгинс         |
| Едуард Нун                | специален агент на ФБР         |
| Питър Ван Уогнър          | Марти Клейн                    |
| Желко Иванек              | Мезин, директор на ФБР         |
| Лин Розето Каспър         | глас на радиоводещ             |
| Аника Пергамент           | глас на репортер               |
| Клем Чунг                 | Куан                           |
| Робърт Дауни старши       | съдия Реймъс                   |
| Кейт Ъптън                | любовница на господин Хайтауър |
| Мерилин Ким               | госпожа Джим                   |
| Хеви Ди                   | пазач в сградата на съда       |

## В България
В България филмът е пуснат по кината на 4 ноември 2011 г. от „Форум Филм България“.
На 26 март 2012 г. е издаден на DVD от „А Плюс Филмс“.
На 18 март 2016 г. (петък) е излъчен премиерно по „Нова телевизия“ от 20:00 ч.
На 25 януари 2019 г. се излъчва и по каналите на „БТВ Медиа Груп“.
Дублажи
| Озвучаващи артисти  | Елисавета Господинова Йорданка Илова Александър Воронов Васил Бинев Ивайло Велчев Светозар Кокаланов |
| Преводач            | Ирина Ценкова                                                                                        |
| Тонрежисьор         | Цветомир Цветков                                                                                     |
| Режисьор на дублажа | Димитър Кръстев                                                                                      |

| Озвучаващи артисти  | Христина Ибришимова Василка Сугарева Николай Николов Васил Бинев Христо Узунов |
| Преводач            | Мария Петрова                                                                  |
| Тонрежисьор         | Емил Енев                                                                      |
| Режисьор на дублажа | Михаела Минева                                                                 |